# 866 Fatme
Fatme (asteróide 866) é um asteróide da cintura principal com um diâmetro de 88,31 quilómetros, a 2,9374402 UA. Possui uma excentricidade de 0,0601345 e um período orbital de 2 018,13 dias (5,53 anos).
Fatme tem uma velocidade orbital média de 16,84771787 km/s e uma inclinação de 8,64279º.
Esse asteróide foi descoberto em 25 de Fevereiro de 1917 por Max Wolf.